# Vadym Straškevyč
Vadym V"jačeslavovyč Straškevyč (in ucraino Вадим В′ячеславович Страшкевич?; Kalynivka, 21 aprile 1994) è un calciatore ucraino, centrocampista dell'Hirnyk-Sport.

## Carriera

### Club
Ha giocato nella prima divisione ucraina.

### Nazionale
Ha giocato nelle nazionali giovanili ucraine Under-17 ed Under-20.